# Ryō Tateishi
Ryō Tateishi (立石諒?, Tateishi Ryō; Prefettura di Kanagawa, 12 giugno 1989) è un ex nuotatore giapponese.

## Palmarès
- Olimpiadi

Londra 2012: bronzo nei 200 m rana.
- Giochi Asiatici

Canton 2010: oro nei 100m rana e nella 4x100m misti, argento nei 50m rana.
- Universiadi

Shenzen 2011: oro nella 4x100m misti.